# Schafreuter
Der Schafreuter (auch Schafreiter oder Scharfreiter) ist ein 2102 m ü. A. hoher Berg im Vorkarwendel, über den die Grenze zwischen Bayern und Tirol verläuft (Grenzstein von 1844). Der Gipfel bietet eine hervorragende Aussicht auf die Hinterautal-Vomper-Kette, die Nördliche Karwendelkette und die Soierngruppe im Karwendel sowie auf bekannte Berge der Voralpen (Benediktenwand, Roß- und Buchstein).

## Wege
Der Gipfel kann von der Moosenalm (1580 m ü. A.) über einen Grasrücken oder von der Tölzer Hütte (1835 m ü. A.) mit einigen unschwierigen und versicherten Felsstufen begangen bzw. überschritten werden.
Zustieg zur Moosenalm entweder von Fall (Bushaltestelle (780 m ü. A.)), über die nördlichen Ausläufer der Vorkarwendelkette (Pirschschneid, Grasköpfel (1726 m ü. A.)) oder aus dem Rißtal ab der Bushaltestelle Oswaldhütte (844 m ü. A.).
Als Zugänge zur Tölzer Hütte bieten sich folgende Varianten an: steil aus dem Rißtal (Bushaltestelle Aufstieg Tölzer Hütte), langwierig von Fall durch das Tal der Dürrach und des Krottenbachs oder eine Höhenwanderung von der Plumsjochhütte über den Grasbergkamm mit Überschreitung von Kompar, Grasberg, Hölzelstaljoch und die Baumgartenalm.
Die Besteigung des Schafreuters ist auch eine der beliebtesten Skitouren im Karwendel (empfohlene Route von der Oswaldhütte über die Mooslahneralm).

## Gipfelkreuz

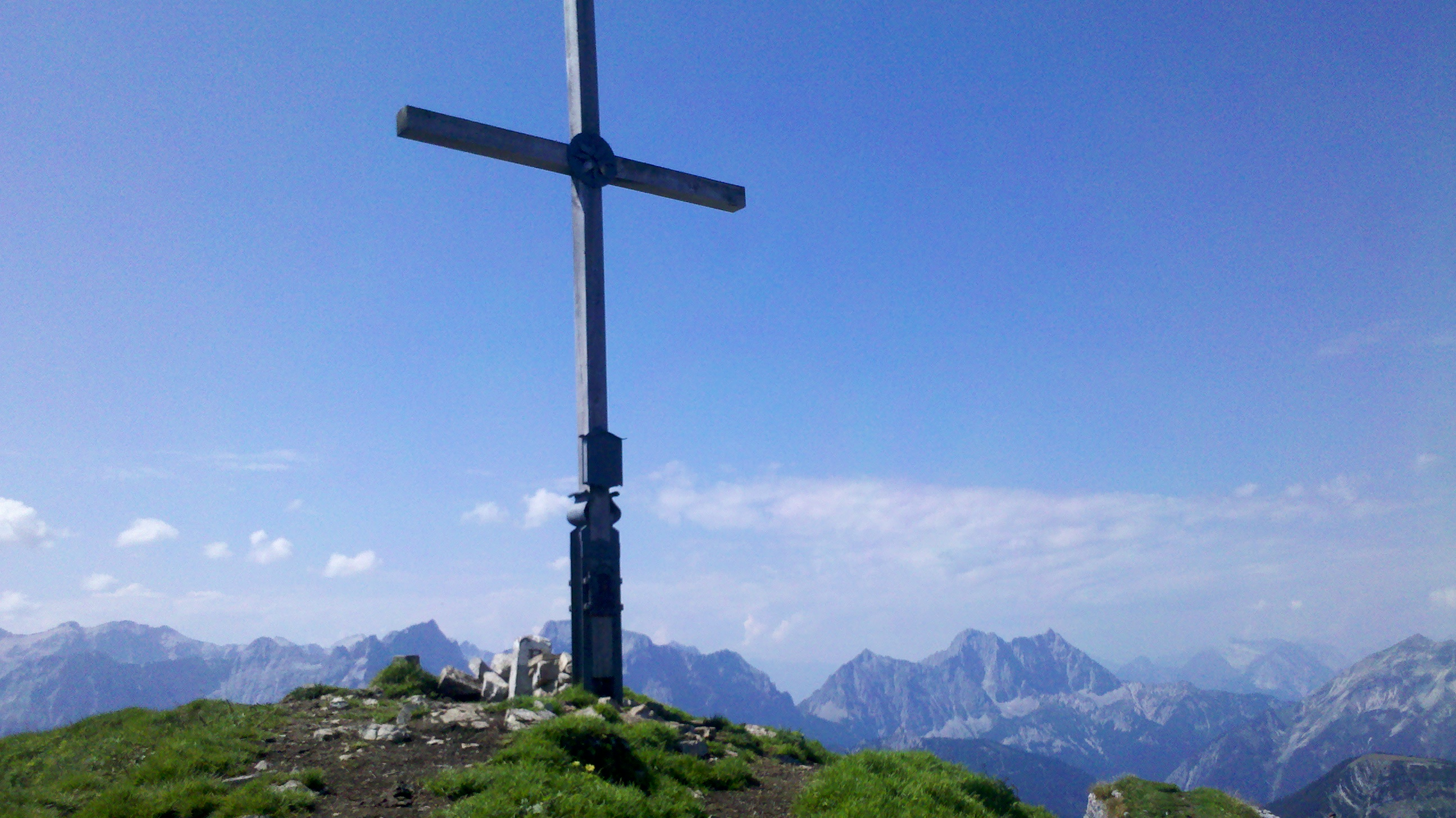
Altes Gipfelkreuz, das beschädigt wurde und abgebaut werden musste.

Ende August 2016 beschädigte ein Unbekannter das hölzerne Gipfelkreuz durch Axthiebe so schwer, dass es abgebaut werden musste. Der mutmaßliche Täter hatte bereits zuvor zwei Gipfelkreuze in den Bayerischen Alpen gefällt. Eine Woche später stellte eine Gruppe junger Männer ein selbst gebautes Ersatzkreuz auf dem Gipfel auf. Zeugen zufolge soll es sich dabei um Anhänger der rechtsextremen Identitären Bewegung gehandelt haben. Anfang Oktober 2016 wurde das „Ersatzkreuz“ durch ein drittes Kreuz von der Sektion Tölz des Deutschen Alpenvereins ersetzt. Dieses dritte Kreuz wurde Ende Oktober 2016 angesägt. Am 5. November 2016 wurde das bereits angesägte Kreuz komplett zerstört vorgefunden. Inzwischen wurde das Gipfelkreuz erneuert.